# Andrea Verpoorten
Andrea Christina Verpoorten (* 17. August 1973 in Köln) ist eine deutsche Politikerin (CDU). Sie gehörte dem Landtag Nordrhein-Westfalen in der 15. Wahlperiode von 2010 bis 2012 an.

## Leben
Verpoorten entstammt der Unternehmerdynastie, die seit fünf Generationen den gleichnamigen Eierlikör herstellt. Sie legte das Abitur am Erzbischöflichen Irmgardis-Gymnasium in Köln-Bayenthal ab, studierte an der Universität zu Köln Rechtswissenschaften und schloss das Studium nach dem Referendariat am Oberlandesgericht Köln 2002 mit dem Zweiten Staatsexamen ab.
Von August 2002 bis Februar 2011 arbeitete Verpoorten als Rechtsanwältin in einer Steuer- und Wirtschaftskanzlei in Bonn, zwischen September 2011 und Dezember 2013 für die KPMG Rechtsanwaltsgesellschaft in Köln. Ab Januar 2014 war sie für den Gesamtverband der Deutschen Versicherungswirtschaft in Berlin tätig. Eine Tätigkeit als Büro- und Leitungsstabchefin des CDU-Bundesvorsitzenden Friedrich Merz in der CDU-Zentrale im Berliner Konrad-Adenauer-Haus wurde im April 2022 nach neun Wochen in „gegenseitigem Einvernehmen“ beendet. Seit dem 15. März 2023 ist sie Head of Public Affairs der James Cloppenburg Real Estate Holding.
Andrea Verpoorten ist seit September 2016 mit dem baden-württembergischen Bundestagsabgeordneten Thomas Bareiß (CDU) verheiratet. Sie lebt in Balingen.

## Politik
Andrea Verpoorten trat 1991 in die CDU ein und war zunächst im Ortsverband Bayenthal/Marienburg und im Kreisverband Köln der CDU aktiv. Bei der Landtagswahl 2010 gewann sie mit 31,8 % den Wahlkreis 13 (Köln I) im Kölner Süden gegen Ingrid Hack (SPD), die 30,2 % erreichte. Bei der Landtagswahl in Nordrhein-Westfalen 2012 hingegen unterlag sie mit 27,7 % der SPD-Kandidatin Hack, die 35,9 % errang. Von 2012 bis 2014 war Andrea Verpoorten Schatzmeisterin der CDU Nordrhein-Westfalen. Seit Juli 2016 ist sie Mitglied im Vorstand des Kreisverbandes Zollernalb der CDU Baden-Württemberg.